# Gospenrode
Gospenrode war eine Siedlung im heutigen Gebiet der Gemeinde Hörselberg-Hainich im Wartburgkreis in Thüringen.

## Lage
Die Siedlung lag am Südostrand des Hainich auf der Künkelhöhe nordöstlich von Eisenach unweit des Künkelhofes im Gebiet des heutigen Industriegebietes Kindel.

## Geschichte
Die Gospenroder wehrten sich gegen den Verkauf der Landgrafschaft Thüringen durch Albrecht den Entarteten an Adolf von Nassau. Aufgrund des hartnäckigen Widerstands ließ der 1292 zum König gekrönte Adolf den Ort 1295 dem Erdboden gleich machen.
Eine Kirchenglocke, die aus Gospenrode stammen soll, findet sich heute in der Margarethenkirche in Melborn.